# Lipofobicidade
Lipofobicidade, também chamada algumas vezes de lipofobia, é uma propriedade química de compostos químicos a qual significa "rejeição à gordura", literalmente, do grego, "medo de gordura". Compostos lipofóbicos são aqueles não solúveis em lipídios e outros solventes apolares. Por outro ponto de vista, eles não absorvem gorduras.
"Oleofóbico" refere-se à propriedade física de uma molécula que é repelente ao óleo.
A substância lipofóbica/oleofóbica é a água. Fluorocarbonos são tanto lipofóbicos como oleofóbicos.

## Usos
Um revestimento lipofóbico é usado nas telas sensíveis ao toque do iPhone 3GS  e do iPad da Apple, HD2 e Hero da HTC [carece de fontes?], para repelir óleos das marcas de dedos.